# Мис (лунный кратер)
Кратер Мис (лат. Mees) — крупный ударный кратер в экваториальной области обратной стороны Луны. Название присвоено в честь британского ученого, исследователя процесса фотографии, Чарльза Эдварда Миза (1882—1960) и утверждено Международным астрономическим союзом в 1970 г. 

## Описание кратера
Ближайшими соседями кратера Мис являются кратер Нобель на западе; кратер Белл на севере; кратер Эйнштейн на востоке; кратер Сундман на юго-востоке и кратер Элви на юго-западе. Селенографические координаты центра кратера 13°34′ с. ш. 96°11′ з. д. / 13,57° с. ш. 96,18° з. д., диаметр 51,6 км, глубина 2,4 км.
Кратер Мис располагается в толще пород выброшенных при образовании Моря Восточного, имеет циркулярную форму и умеренно разрушен. Вал сглажен, в северо-западной части вала имеется проход соединяющий чашу кратера Мис с чашей соседнего безымянного кратера. Внутренний склон вала гладкий, в южной части значительно шире по сравнению с остальным периметром. высота вала над дном чаши достигает 3000 м южной части, объем кратера составляет приблизительно 2000 км³.  Дно чаши ровное, испещрено множеством мелких кратеров, не имеет приметных структур.

## Сателлитные кратеры
| Мис | Координаты                                            | Диаметр, км |
| --- | ----------------------------------------------------- | ----------- |
| A   | 15°38′ с. ш. 95°19′ з. д. / 15,64° с. ш. 95,31° з. д. | 34,3        |
| J   | 12°17′ с. ш. 94°52′ з. д. / 12,29° с. ш. 94,86° з. д. | 24,4        |
| Y   | 15°44′ с. ш. 96°44′ з. д. / 15,73° с. ш. 96,74° з. д. | 77,3        |

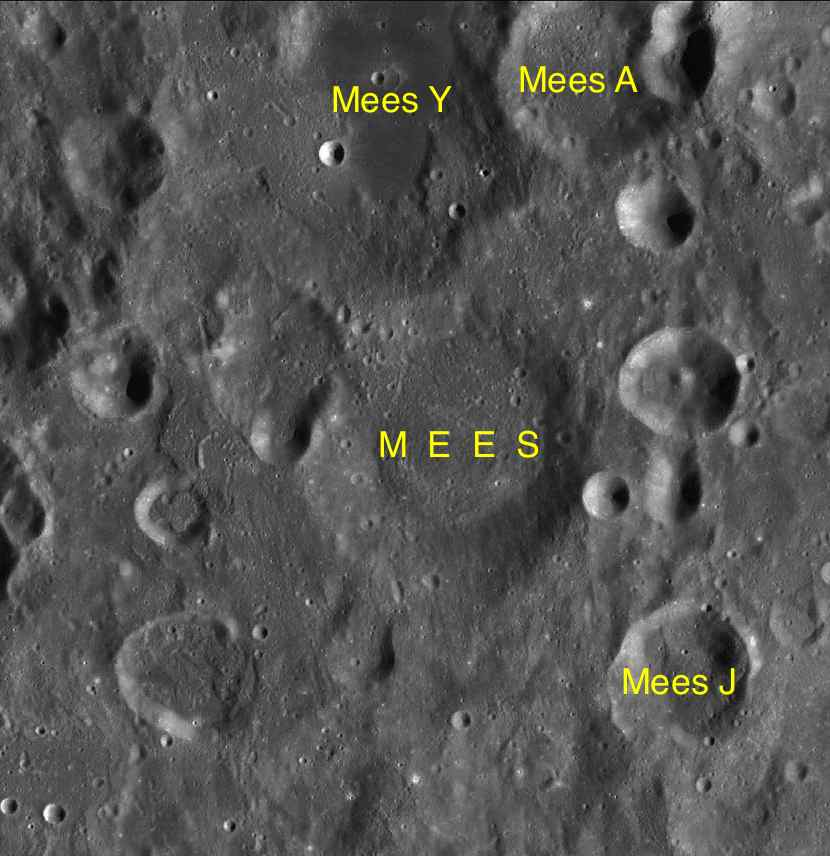
Фрагмент карты LAC-72.

- Глубина сателлитного кратера Мис Y составляет 3500 м, высота его центрального пика (смещенного к западу от центра чаши) достигает 1700 м[4]. Большая часть этого кратера затоплена темной базальтовой лавой.
- Образование сателлитного кратера Мис Y относится к донектарскому периоду[3].

## Места посадок космических аппаратов
- 9 октября 1967 года приблизительно в 120 км к востоку-северо-востоку от кратера Мис, в точке с селенографическими координатами 14°22′ с. ш. 91°25′ в. д. / 14,36° с. ш. 91,42° в. д.G, после завершения программы и сведения с орбиты упал зонд Lunar Orbiter – III.

## См.также
- Список кратеров на Луне
- Лунный кратер
- Морфологический каталог кратеров Луны
- Планетная номенклатура
- Селенография
- Минералогия Луны
- Геология Луны
- Поздняя тяжёлая бомбардировка